# Diego Ramiro
Diego Ramiro (São Paulo, 7 de dezembro de 1982) é um artista, empresário, produtor cultural e diretor artístico brasileiro. É irmão do também ator Henrique Ramiro.

## Biografia
Também conhecido como DIX,
estudante nos primeiros anos de vida, começou a vida artística em 1995. Após um ano de carreira foi aprovado para interpretar o personagem Bruno Mattos na novela Colégio Brasil no SBT. Desde o início de sua carreira realizou como ator diversos comerciais para marcas conhecidas como:Bradesco, Gillete, Nestlé, Chevrolet, Cerveja Schin, Jornal Estadão e outros.
O ator ficou mais conhecido, no entanto, por ter apresentado o programa infanto-juvenil  Disney Cruj (1997-2003), no SBT, premiado como melhor programa infantil pela APCA, junto com os amigos Leonardo Sierra Monteiro, Jussara Marques e Caíque Benigno.
Após o fim do Disney Cruj, no início de 2001, se retirou das telas para se concentrar aos estudos, se tornou bacharel em comunicação Radio e TV, com especialização em Direção e Direção de Fotografia pela AIC.[carece de fontes?]
Em 2003 retornou às telas como apresentador oficial da Copa Fox Kids, fazendo participações em alguns programas e seriados como Retrato Falado, Carandirú -Outras Histórias e 9MM, do canal FOX.
Em 2007 foi o apresentador oficial do AXN Film Festival. Depois foi convidado para implantar e dirigir o programa "Um Dia Com" no canal FASHION TV.
Em 2007 criou a Kabuki Produções, uma empresa de entretenimento. Ao lado de sua sócia e esposa Lilian Cordeiro, foi o responsável  pela produção do musical da Broadway no Brasil, Jekyll & Hyde - O Médico e o Monstro (2010) e no mesmo ano idealizaram e produziram juntos o espetáculo "Cielo Arte - La Fura dels Baus" no Memorial da América Latina (2010) um projeto onde em parceria com o grupo La Fura dels Baus assinaram a criação artística. Produtor executivo e Diretor Artístico de Shrek o musical (2012) no Brasil , vencedor do "Prêmio Arte Qualidade Brasil 2013" como melhor musical e "Prêmio Bibi Ferreira 2014" como melhor versão brasileira.
Em 2013, participou como jurado técnico do programa Famoso Quem?. SBT.
Produtor Executivo do espetáculo M.U.R.S La Fura deus Baus (2016) com apresentações em São Paulo e Rio de janeiro 
Fundou a empresa Escape Box , jogos de escapadas ( escape room ).
Sócio Fundador da startup Harlio.
Artista plástico do DIX STUDIO, onde suas obras juntam tecnologia e arte.

## Trabalhos na TV
- 2013 - Famoso Quem? - Jurado
- 2005 - Sítio do Picapau Amarelo - César Britto (Máscara Verde)[1]
- 2005 - Carandiru, Outras Histórias[1]
- 1997–2003 - Disney CRUJ - Juca (Caju)[1]
- 1996 - Colégio Brasil - Bruno Mattos